# Erotomanija
Erotomanija je tip poremećaja gdje osoba u zabludi vjeruje kako je druga osoba zaljubljena u nju/njega. Najčešće dolazi do zabludi u vezi poznatom osobom ili osobom višeg statusa. Deluzije najčešće dolaze kod pacijenata koji boluju od shizofrenije i drugih psihičkih poremećaja. Također, deluzije se mogu pojaviti kod bipolarnih osoba u stanju manije. Tijekom deluzije, oboljela osoba vjeruje da "tajni obožavatelj" svoju privrženost pokazuje putem posebnih gesta, signala, telepatijom ili porukama preko medija. Tada oboljela osoba svoju "ljubav" uzvraća preko pisama, poziva, poklona i posjetima nesvjesnom "obožavatelju". Svako poricanje privrženosti "obožavatelja" oboljela osoba najčešće objašnjava kao "igru" kojom "obožavatelj" prikriva zabranjenu ljubav od ostatka svijeta.